# Гюбш фон Гросталь, Юстин Казимирович
Барон Юстин (Юстус, Огюст) Казимирович Гюбш фон Гросталь (Гибш фон Гросталь, Гюбш-Гросталь; первоначальная форма фамилии: Хюбш фон Гроссталь; 28 августа 1822, Константинополь — 3 февраля 1898, Одесса, Херсонская губерния) — русский военный и государственный деятель, генерал-майор (1877), бакинский губернатор (1882—1888).

## Происхождение и семья
Родился в 1822 году в Османской империи в семье негоцианта и дипломата Казимира-Альфонса Хюбша (1791—1865), датского поверенного в делах (по другим данным — консула) в Константинополе и его супруги Катерины Навони (1782—1869). За свои заслуги Казимир Хюбш был возведён в баронское достоинство с фамилией Хюбш фон Гроссталь (по загородному дому, которым владел под Константинополем в местечке Буюкдере, название которого переводится на немецкий, как «Гроссталь» — «Широкая долина»).

## Биография
В 1844 году Юстин Гюбш фон Гросталь поступил на русскую военную службу. Участвовал в подавлении Венгерского восстания (1849) и Кавказской войне. В 1851 году женился в Бухаресте на Екатерине Штирбей, из знатного валашского рода, родственнице господаря Валахии, но в 1854 году она скончалась. В 1857 году женился на Аделаиде Фонтон (ум. 1881), из семьи русских дипломатов французского происхождения, известных своей службой в Константинополе.
В 1877 году был повышен до генерал-майора. В 1882 году был назначен бакинским губернатором и оставался на этой должности до 1888 года.
Скончался в 1898 году в Одессе.

## Награды
- Орден Святой Анны 3 степени с бантом (1849)
- Орден Святого Владимира 4 степени (1849)
- Орден Святой Анны 2 степени с императорской короной (1854)
- Орден Святого Владимира 3 степени с мечами (1860)
- Перстень с бриллиантами и вензелем императора (1862)
- Орден Святого Станислава 1 степени (1878)
- Орден Святой Анны 1 степени (1883)